# Oncideres impluviata
Oncideres impluviata là một loài bọ cánh cứng trong họ Cerambycidae.